# Aniketos
Aniketos (altgriechisch Ἀνίκητος Aníkētos, deutsch ‚der Unbesiegbare‘) ist eine Person der griechischen Mythologie.
In der Bibliotheke des Apollodor wird berichtet, dass Herakles sich unmittelbar nach seiner Aufnahme unter die Olympischen Götter mit Hera versöhnt und deren Tochter Hebe heiratet. Aus dieser Ehe gehen die Kinder Aniketos und Alexiares hervor. In einem Scholion zu Pindar erscheint Aniketos als Sohn des Herakles und der Megara, der Tochter des thebanischen Königs Kreon. Es wird angenommen, dass sich sein Name wie der Name seines Bruders auf Eigenschaften des Herakles bezieht.